# Замятин (фамилия)
Замя́тин — русская фамилия. Первое письменное упоминание зафиксировано в Вологде в 1634 году.

## Этимология
Фамилия Замятин — чаще всего упрощённый вариант фамилии Замя́тнин, образованной от полного некалендарного русского имени Замя́тня. Имя Замятня, в свою очередь, происходит от древнерусского слова замя́тня — волнение, замешательство, смута. В некоторых диалектах слово означает тревога, беспорядок, спор, шум.
По мнению Б.-О. Унбегауна, Замятня, возможно, одно из так называемых «охранительных» имён: «для того чтобы не искушать судьбу и отвести зло, детям давали имена со значением прямо противоположным тому, что ожидали или желали родители для детей».
А. Г. Мосин также предполагает возможность возникновения фамилии Замятин от прозвища Замя́та, отмеченного в уральской ямщицкой среде и, в свою очередь, произошедшего от глагола замя́ть — сминать вовсе, сбить с ног, давить, задавить, затоптать; перекричать, превзойти кого-либо, одержать верх над кем-либо в каком-либо деле, в работе.

### Производные имена и фамилии
От Замятни также произошли уменьшительные и ласкательные формы имени Замятенька, Замятенка, Замятенко, Замятка, Замятница и фамилии Замятьнин, Замятьин, Замятинский, Замятнов, Замятов, Замятовский, Замяткин, Замятков.

## Социальное распространение
Имя Замятня в XV—XVII вв. было распространено повсеместно во всех социальных слоях. То же относится и к образованным позже от этого имени фамилиям Замятнин и Замятин
— с поправкой на то, что звук н в первоначальном варианте фамилии легче терялся и в произношении, и в написании у простых сословий.

## География
Имя Замятня и фамилия Замятин были распространены в Предуралье, на Урале и в Зауралье, на Севере, в Москве и вокруг Москвы.

## Населённые пункты
От фамилии Замятин могла произойти часть названий населённых пунктов Замятино и Замятины.

## Внутригородские объекты
Все известные названия улиц Замятина и переулков Замятина связаны с именами конкретных людей с фамилией Замятин или Замятнин.

## Фамилия Замятин в различных сферах деятельности

### Искусство

##### Настоящая фамилия
- Замятин, Александр Фёдорович (1875 — после 1940) — русский церковный писатель, протоиерей.
- Замятин, Ардалион Иванович (1861—1945) — мемуарист, учитель земской школы.
- Замятин, Дмитрий Николаевич (р. 1962) — российский эссеист, поэт, географ, культуролог.
- Замятин, Евгений Иванович (1884—1937) — русский писатель.
- Замятин, Евгений Николаевич (1947—1993) — русский советский поэт, редактор.
- Замятин, Леонид Алексеевич (р. 1948) — советский и российский писатель.
- Замятин, Пётр Павлович (1931—2011) — советский и российский журналист, редактор.

- Батурин-Замятин, Николай Николаевич (настоящая фамилия Замятин, 1877—1927) — российский и советский политический деятель, публицист, историк. Член РСДРП с 1901 года.

##### Псевдонимы
- Борис Замятин — псевдоним немецкого русскоязычного литератора-афориста Бориса Ильича Френкеля (р. 1940).
- Г. Замятин — один из псевдонимов российского революционера и публициста Григория Сергеевича Десятова (ок. 1864—?).
- М. Замятин — один из псевдонимов русского писателя Михаила Константиновича Первухина (1870—1928).
- Н. А. Замятина — один из псевдонимов российского драматурга Надежды Александровны Доренговской.

#### Музыка
- Замятин, Пётр Павлович — советский и российский скрипач.
- Замятина, Юлия Николаевна (род. 1969) — российская певица (сопрано).

#### Театр и кино
- Замятин, Олег Семёнович (род. 1963) — украинский театральный и киноактёр. Служит в Театре русской драмы им. Леси Украинки (Киев). Заслуженный артист Украины (2006).

#### Персонажи художественной литературы, кино- и телефильмов
- Александр Замятин, инженер — один из персонажей фантастической повести Александра Мирера «Главный полдень» (1969) и снятого по её мотивам фильма «Посредник» (1990) в исполнении Валерия Сторожика.
- Алексей Евгеньевич Замятин, заместитель мэра, и его сын — персонажи телесериала «Правила угона» (2009) в исполнении Владимира Симонова и Ярослава Жалнина.
- Владимир Николаевич Замятин, генеральный прокурор Российской Федерации — главный персонаж детектива Фридриха Незнанского «Прокурор по вызову» (серия «Марш Турецкого», 2001).
- Замятин, инженер — персонаж романа Петра Краснова «Выпашь» (1931).

Замятин, коренной русак, — он сам был курянин — Курской губернии, — в доме держал русский тон. Ничего китайского или японского. Ничего из Шанхая или Нагасак. Никаких шелков, вышивок, лака, слоновой кости или клуазонне. Все из Петербурга и Москвы. Прислуга тоже у него была русская. <…> Замятин, среднего роста, плотный человек, в русой мягкой бородке, сероглазый, веснушчатый в пикейном белом жилете и кителе чёртовой кожи нараспашку…
- Зинаида Николаевна Замятина — персонаж советского детективного фильма «Следы на снегу» (1955) в исполнении Заны Занони.

### Наука
- Замятин, Александр Николаевич (1879—1918) — российский геолог.
- Замятин, Алексей Григорьевич (1924—1992) — советский физик.
- Замятин, Алексей Петрович (1946—2009) — советский и российский математик, педагог.
- Замятин, Валерий Кузьмич — советский и российский учёный в области машиностроения.
- Замятин, Владимир Валентинович — советский и российский хирург, педагог.
- Замятин, Владимир Николаевич (1892—?) — советский экономист.
- Замятин, Герман Андреевич (1882—1953) — российский историк.
- Замятин, Дмитрий Николаевич (р. 1962) — российский географ, культуролог, эссеист, поэт.
- Замятин, Константин Константинович (младший) (1939—2001) — советский и российский хирург, педагог.
- Замятин, Константин Юрьевич — секретарь Молодёжной ассоциации финно-угорских народов (МАФУН), исследователь Института прав человека Обу академии (Турку), докторант университета Хельсинки. Удмурт.
- Замятин, Михаил Николаевич — заведующий кафедрой анестезиологии и реаниматологии Института усовершенствования врачей ФГУ «Национальный медико-хирургический центр им. Н. И. Пирогова Минздравсоцразвития России».
- Замятин, Николай Владимирович — декан факультета систем управления Томского государственного университета систем управления и радиоэлектроники, доктор технических наук.
- Замятин, Николай Митрофанович (1900—1965) — советский учёный в области животноводства, свиноводства.
- Замятина, Вера Борисовна (1906—1992) — советский учёный в области агрохимии.
- Замятина, Любовь Яковлевна (р. 3 сентября 1952) — директор филиала УГТУ-УПИ в Невьянске, депутат Думы Невьянского городского округа.
- Замятина, Надежда Юрьевна (урождённая Белаш, р. 1974) — российский географ.
- Замятина, Наталья Георгиевна (р. 1951) — российский ботаник.

### Религия
- Замятин, Александр Фёдорович (1875 — после 1940) — русский церковный писатель, протоиерей.
- Замятин, Дмитрий Анисимович (1678—1747), известен как Дорофей (после принятия схимы Димитрий) — иеромонах, настоятель Саровского монастыря с 1731 по 1747 год.

### Спорт
- Замятин, Александр Николаевич — советский спортсмен, педагог. Заведующий кафедрой физического воспитания и спорта Костромского технологического института в 1967—1993 гг. Заслуженный работник физической культуры РФ (1993). Ежегодно в начале марта в Костроме проводится лыжная эстафета памяти Александра Николаевича Замятина, в которой принимают участие студенты костромских вузов и учащиеся средних учебных заведений, лицеев и школ Костромы.
- Замятин, Андрей Викторович (р. 1979) — чемпион мира по классическому бодибилдингу в категории рост от 180 см (2009). Мастер спорта международного класса (2010).
- Замятин, Валерий Владимирович (р. 5 января 1979 года) — украинский футболист, капитан сборной Украины по мини-футболу. Обладатель Кубка и Суперкубка Украины (в составе «Енакиевца», 2007), трёхкратный обладатель бронзовых медалей чемпионата Украины.
- Замятин, Владимир Петрович (1927—1990) — советский футболист, игрок футбольного клуб «Крылья Советов» (Куйбышев). Детский футбольный тренер, создавший футбольную школу в Куйбышеве.
- Замятин, Юрий Петрович (1932—2013) — советский и российский спортсмен, тренер. Чемпион СССР по вольной борьбе.

### Армия
- Замятин — российский военный. Штабс-ротмистр Малороссийского кирасирского полка. Участник Отечественной войны 1812 года. Ранен 24 августа 1812 года в сражении при Шевардинском редуте, с которого началась Бородинская битва.
- Замятин (Замятнин), Александр Гаврилович (?—1772) — российский военный, генерал-майор, генерал-адъютант при генерале-фельдмаршале, обер-штер-кригскомиссар. Кавалер ордена Святого Георгия III класса (№ 6, 27 июля 1770 года). Основатель усадьбы Кривякино в Коломенском уезде Московской губернии.
- Замятин, Алексей Иванович — российский военный, капитан Преображенского полка. Владел в Санкт-Петербурге угловым домом между Английской набережной (Английская набережная, 22) и Замятиным переулком, получившим название по фамилии владельца первого дома.
- Замятин, Иван — гренадер Преображенского полка, принявший участие в дворцовом перевороте и возведении на престол императрицы Елизаветы Петровны 25 ноября 1741 года; лейб-кампанец.
- Замятин, Иван Петрович (1913—2003) — советский военный лётчик, подполковник. Герой Советского Союза (1949).
- Замятин, Матвей Иванович (1877—?) — российский военный, полковник. Участник Первой мировой войны, Гражданской войны в России (Белое движение).
- Замятин, Никанор Иванович (1883—?) — российский военный, подъесаул. Командир 1-го Оренбургского казачьего пластунского батальона (1918).
- Замятин, Николай Александрович (1916—1994) — советский лётчик-испытатель.
- Замятин (Замятнин), Пётр — лейб-кампанец, кавалергард середины XVIII века.

### Политика и государственное управление

#### Настоящая фамилия
- Замятин, Константин Константинович (старший) (1906—1969) — советский менеджер; один из создателей индустрии искусственных кож в СССР.
- Замятин, Константин Иванович — городской голова г. Тотьмы с 1887 по 1890 год. Купец второй гильдии, потомственный почетный гражданин г. Тотьмы. Попечитель Тотемской учительской семинарии, Никольской земской больницы.
- Замятин, Константин Юрьевич — секретарь Молодёжной ассоциации финно-угорских народов (МАФУН), исследователь Института прав человека Обу академии (Турку), докторант университета Хельсинки. Удмурт.
- Замятин, Леонид Митрофанович (1922—2019) — советский государственный деятель.
- Замятин, Николай Александрович (1900—1937) — российский политический деятель, социалист-революционер.
- Замятин, Николай Александрович — советский юрист, председатель Кизлярского районного суда Управления судебного департамента при Верховном Суде Российской Федерации в Республике Дагестан.
- Замятин, Павел Николаевич (1911—?) — советский политический деятель.
- Замятин, Пётр Александрович (1802—1873) — российский государственный деятель. Пермский губернатор в 1855—1857 гг.
- Замятина, Любовь Яковлевна (р. 3 сентября 1952) — директор филиала УГТУ-УПИ в Невьянске, депутат Думы Невьянского городского округа.

- Батурин-Замятин, Николай Николаевич (настоящая фамилия Замятин, 1877—1927) — российский и советский политический деятель, публицист, историк. Член РСДРП с 1901 года.
- Замятин-Тонагель, Николай Александрович — российский военный. Ротмистр 2-го гусарского полка. Служил в Красной Армии. В 1919 году был членом «Национального центра».

#### Псевдоним
- Г. Замятин — один из псевдонимов российского революционера и публициста Григория Сергеевича Десятова (ок. 1864—?).

### Бизнес
- Замятин, Константин Иванович — городской голова г. Тотьмы с 1887 по 1890 год. Купец второй гильдии, потомственный почетный гражданин г. Тотьмы. Попечитель Тотемской учительской семинарии, Никольской земской больницы.
- Замятин, Константин Константинович (старший) (1906—1969) — советский хозяйственный деятель.
- Замятин, Павел Григорьевич (1919—1995) — советский льновод.